# Bitter
『Bitter』（ビター）は、日本の歌手である研ナオコの15枚目のオリジナルアルバム。
1989年2月21日発売。販売・発売元はポニーキャニオン。規格品番は、C28A-00687（LPレコード）、D32A-0417（CD）。

## 解説
前作『Deep』以来、結婚・出産を経ての約3年ぶりのオリジナルアルバム。先行シングル「冬のカトレア海岸」他全10曲を収録。

## 批評
| 専門評論家によるレビュー | 専門評論家によるレビュー |
| レビュー・スコア         | レビュー・スコア         |
| 出典                     | 評価                     |
| ------------------------ | ------------------------ |
| CDジャーナル             | 肯定的                   |

CDジャーナルは、「アルバムタイトル通り、ほろ苦い悲恋の歌ばっかりだ。そんなテーマのもと非常に静的な統一感のあるアルバム。手堅すぎる気もするけど、これはこれでいいのでしょう。」と肯定的に評価している。

## 収録曲

### LPレコード
| #         | タイトル                 | 作詞      | 作曲             | 編曲      | 時間  |
| --------- | ------------------------ | --------- | ---------------- | --------- | ----- |
| 1.        | 「冬のカトレア海岸」     | 麻生圭子  | 辻畑鉄也         | 新川博    | 4:28  |
| 2.        | 「見かけませんでしたか」 | 三浦徳子  | THE SHAMRÖCK     | 武部聡志  | 4:28  |
| 3.        | 「銀の針」               | 遠藤京子  | 遠藤京子         | 船山基紀  | 5:08  |
| 4.        | 「悲しみのDance」        | 三浦徳子  | 武部聡志         | 武部聡志  | 4:31  |
| 5.        | 「馬鹿だね、雨」         | 松本一起  | タケカワユキヒデ | 武部聡志  | 4:10  |
| 合計時間: | 合計時間:                | 合計時間: | 合計時間:        | 合計時間: | 22:45 |

| #         | タイトル          | 作詞       | 作曲       | 編曲      | 時間  |
| --------- | ----------------- | ---------- | ---------- | --------- | ----- |
| 1.        | 「迷惑」          | 所ジョージ | 所ジョージ | 船山基紀  | 4:25  |
| 2.        | 「最後の会話」    | 麻生圭子   | 辻畑鉄也   | 奥慶一    | 4:04  |
| 3.        | 「今日子」        | 石黒ケイ   | 石黒ケイ   | 新川博    | 3:34  |
| 4.        | 「ひとりごと」    | 所ジョージ | 所ジョージ | 武部聡志  | 3:37  |
| 5.        | 「Boyのララバイ」 | 高見沢俊彦 | 高見沢俊彦 | 武部聡志  | 4:37  |
| 合計時間: | 合計時間:         | 合計時間:  | 合計時間:  | 合計時間: | 20:17 |

### CD
| #         | タイトル                 | 作詞       | 作曲             | 編曲      | 時間  |
| --------- | ------------------------ | ---------- | ---------------- | --------- | ----- |
| 1.        | 「冬のカトレア海岸」     | 麻生圭子   | 辻畑鉄也         | 新川博    | 4:28  |
| 2.        | 「見かけませんでしたか」 | 三浦徳子   | THE SHAMRÖCK     | 武部聡志  | 4:28  |
| 3.        | 「銀の針」               | 遠藤京子   | 遠藤京子         | 船山基紀  | 5:08  |
| 4.        | 「悲しみのDance」        | 三浦徳子   | 武部聡志         | 武部聡志  | 4:31  |
| 5.        | 「馬鹿だね、雨」         | 松本一起   | タケカワユキヒデ | 武部聡志  | 4:10  |
| 6.        | 「迷惑」                 | 所ジョージ | 所ジョージ       | 船山基紀  | 4:25  |
| 7.        | 「最後の会話」           | 麻生圭子   | 辻畑鉄也         | 奥慶一    | 4:04  |
| 8.        | 「今日子」               | 石黒ケイ   | 石黒ケイ         | 新川博    | 3:55  |
| 9.        | 「ひとりごと」           | 所ジョージ | 所ジョージ       | 武部聡志  | 3:37  |
| 10.       | 「Boyのララバイ」        | 高見沢俊彦 | 高見沢俊彦       | 武部聡志  | 4:37  |
| 合計時間: | 合計時間:                | 合計時間:  | 合計時間:        | 合計時間: | 43:23 |

## 楽曲解説
1. 冬のカトレア海岸
  - 42ndシングル。本作からの先行シングル。
2. 見かけませんでしたか
3. 銀の針
  - 42ndシングル「冬のカトレア海岸」のカップリング曲。
4. 悲しみのDance
  - テレビ東京系『月曜・女のサスペンス』主題歌[注 1]
5. 馬鹿だね、雨
  - 当初、シングル候補曲だった。
6. 迷惑
7. 最後の会話
8. 今日子
9. ひとりごと
10. Boyのララバイ